# فیلم اسمورف‌ها
فیلم اسمورف‌ها (انگلیسی: The Smurfs Movie) یک فیلم موزیکال فانتزی کمدی محصول ۲۰۲۵ بر پایه مجموعه کتاب کمیک اسمورف‌ها ساخته شده توسط هنرمند بلژیکی پیو است. این فیلم یک بازراه‌اندازی مجموعه فیلم اسمورف‌ها به کارگردانی کریس میلر و کارگردانی مشترک مت لاندن، بر اساس فیلم‌نامهٔ نوشته شده توسط پم بردی است. ریانا صداپیشگی شخصیت اسمورفت را انجام داده است و از تهیه‌کنندگان اصلی پروژه نیز به‌شمار می‌رود. گروه بازیگران این فیلم شامل نیک آفرمن، ناتاشا لیون، دن لوی، ایمی سداریس، نیک کرول، جیمز کوردن، اکتاویا اسپنسر، هانا وادینگهام، ساندرا اوه، الکس وینتر، بیلی لورد، شولو ماریدوئنیا، کرت راسل و جان گودمن است.
در فوریهٔ ۲۰۲۲ گزارش شد که شرکت‌های Lafig S.A. و IMPS (با نام جدید Peyo Company) به‌عنوان مالکین برند اسمورف‌ها، با استودیوی پارامونت انیمیشن برای تولید چندین فیلم انیمیشن همکاری کرده‌اند و اولین پروژه قرار است یک فیلم موزیکال باشد. بردی به‌عنوان نویسندهٔ فیلمنامه انتخاب شد و قرار بود تولید فیلم در همان سال آغاز شود. در ژوئن ۲۰۲۲، میلر به‌عنوان کارگردان به پروژه پیوست و در آوریل ۲۰۲۳، حضور رسمی ریانا به‌عنوان صداپیشه، تهیه‌کننده، نویسنده و خوانندهٔ ترانه‌های اصلی فیلم اعلام شد. خدمات انیمیشن‌سازی توسط سینسایت استودیوز ارائه گردید.
این فیلم نخستین بار در تاریخ ۲۸ ژوئن ۲۰۲۵ در شهر بروکسل به نمایش درآمد و در ۱۸ ژوئیه همان سال توسط پارامونت پیکچرز در ایالات متحده اکران شد. این فیلم با نقدهای منفی از سوی منتقدان روبه‌رو شد.

## بازیگران
- ریانا
- جیمز کوردن
- نیک آفرمن
- جی‌پی کارلیک
- دن لوی
- ایمی سداریس
- ناتاشا لیون
- ساندرا اوه
- جیمی کیمل
- اکتاویا اسپنسر
- نیک کرول
- هانا وادینگهام
- الکس وینتر
- مایا ارسکین
- کرت راسل
- جان گودمن